# Rosecliff

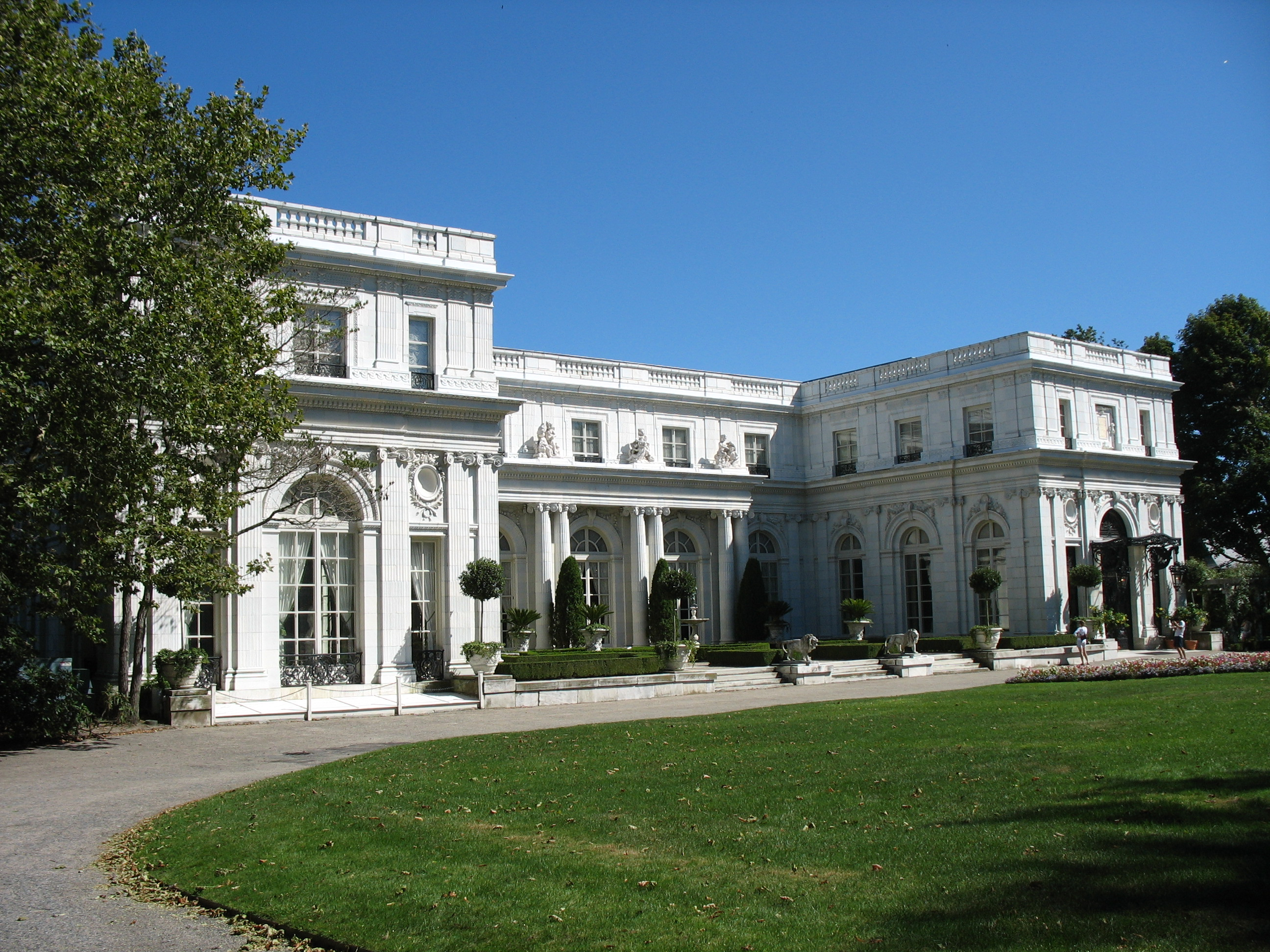
Rosecliff Mansion

Rosecliff Mansion ist ein ehemaliges großbürgerliches Wohnhaus im Beaux-Arts-Stil in Newport, Rhode Island, das heute als Museum zugänglich ist.
Es wurde von 1898 bis 1902 nach Entwurf des Architekten Stanford White als Sommersitz für die Silberminen-Erbin Theresa Fair Oelrichs und ihren Ehemann Hermann Oelrichs erbaut, die das Anwesen Rosecliff aus dem Nachlass des 1891 verstorbenen George Bancroft erworben hatten. Das Anwesen kam als Vermächtnis in den 1970er Jahren in das Eigentum der Newport County Preservation Society. 
Das vom Grand Trianon inspirierte, aber auch von palladianischen Stilelementen geprägte Gebäude verfügt über ein herzförmiges Treppenhaus und den größten Ballsaal Newports. 1974 diente es als glanzvolle Filmkulisse für die Romanverfilmung Der große Gatsby mit Robert Redford. Ferner diente der Ballsaal auch als Drehort im Film True Lies mit Arnold Schwarzenegger.